# Götrikssagan
Götrikssagan, eller Gautreks saga, är en fornaldarsaga som utspelar sig i det som i dag är Sverige och handlar om den västgötske sagokungen Götrik. 
Sagan berättar om hur Götriks fader Göte far vilse i skogen under en jakt och kommer till den snåle skogsbyggaren Skavörtungs fattiga boning. Där lägrar han bondens dotter och orsakar så att hela familjen, utom dottern, på grund av snålhet, kastar sig utför en ättestupa. Dottern föder omsider Göte en son som får namnet Götrik. Denne blir fader till den väldige Rolf Götriksson om vilken det berättas i Rolf Götrikssons saga. Götriks saga berättar även om den i sagorna berömde Starkads eller Starkotters ursprung. Starkad är känd som en bifigur i en mängd fornaldarsagor och förekommer även i den danske krönikören Saxo Grammaticus danska historia, samt i medeltida ballader. Götriks saga utgavs 1664 i Uppsala av Olof Verelius. Översättningen hade troligtvis i huvudsak gjorts av Jonas Rugman. En modern översättning av Mats Malm gavs ut 1990 under titeln Götriks saga (ISBN 99-0672056-5).
Götrikssagan är det enda stället i litteraturen där det isländska uttrycket ætternisstapi ("släktklippa"; ättestupa) nämns, och därmed troligen när den under 1700-talet blev populär i Sverige källan till myten om ättestupor.